# فيكتور سيجورا
فيكتور سيجورا (بالإسبانية: Victor Segura)‏ (30 مارس 1973 في إسبانيا - ) هو لاعب كرة قدم إسباني في مركز الدفاع. لعب مع ريال سرقسطة ونادي لاردة.

## وصلات خارجية
- فيكتور سيجورا على موقع قاعدة بيانات كرة القدم.إي يو (الإنجليزية)
- فيكتور سيجورا على موقع Soccerbase.com (لاعب) (الإنجليزية)